# Friedhof Badenweiler-Lipburg

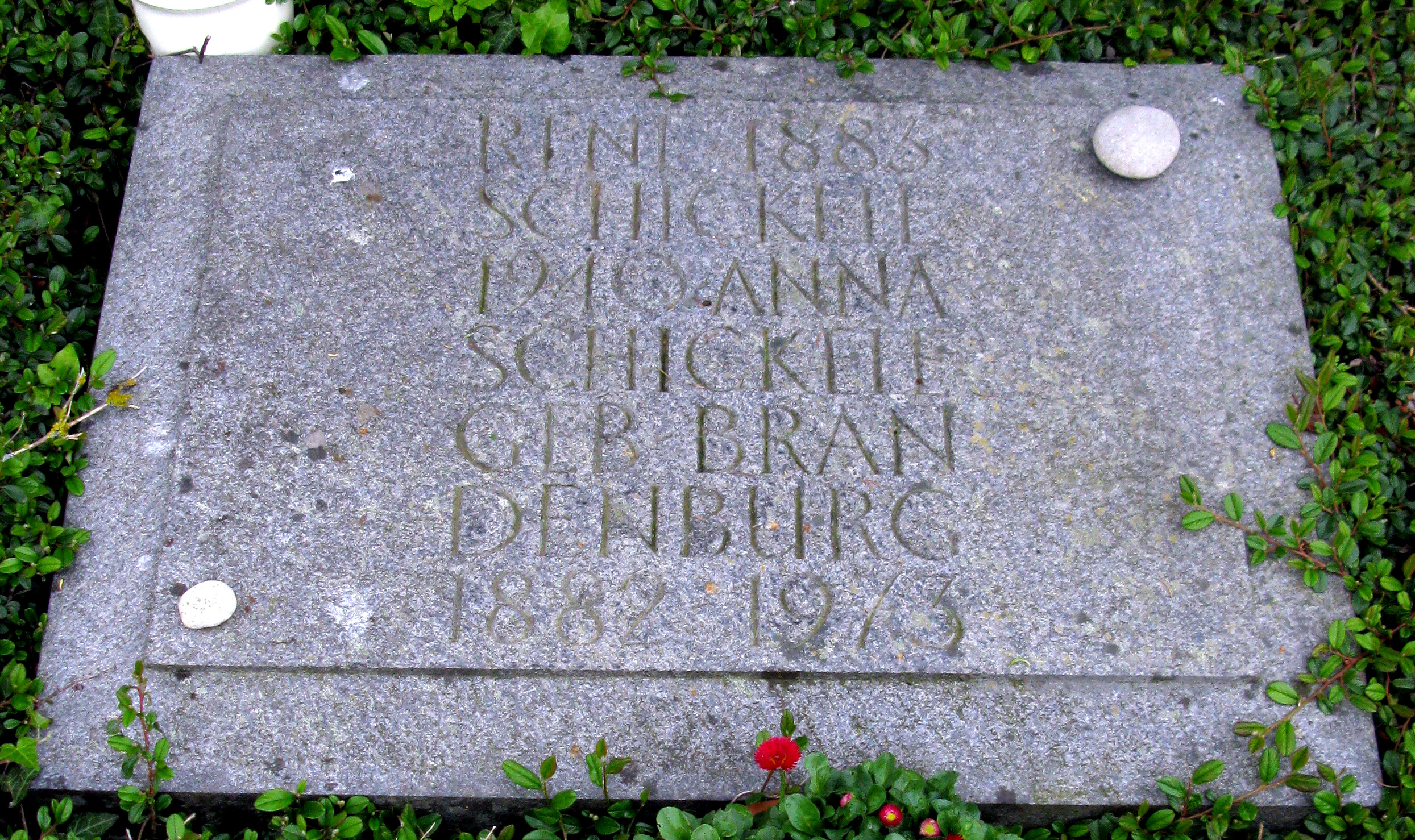
Grab von René Schickele

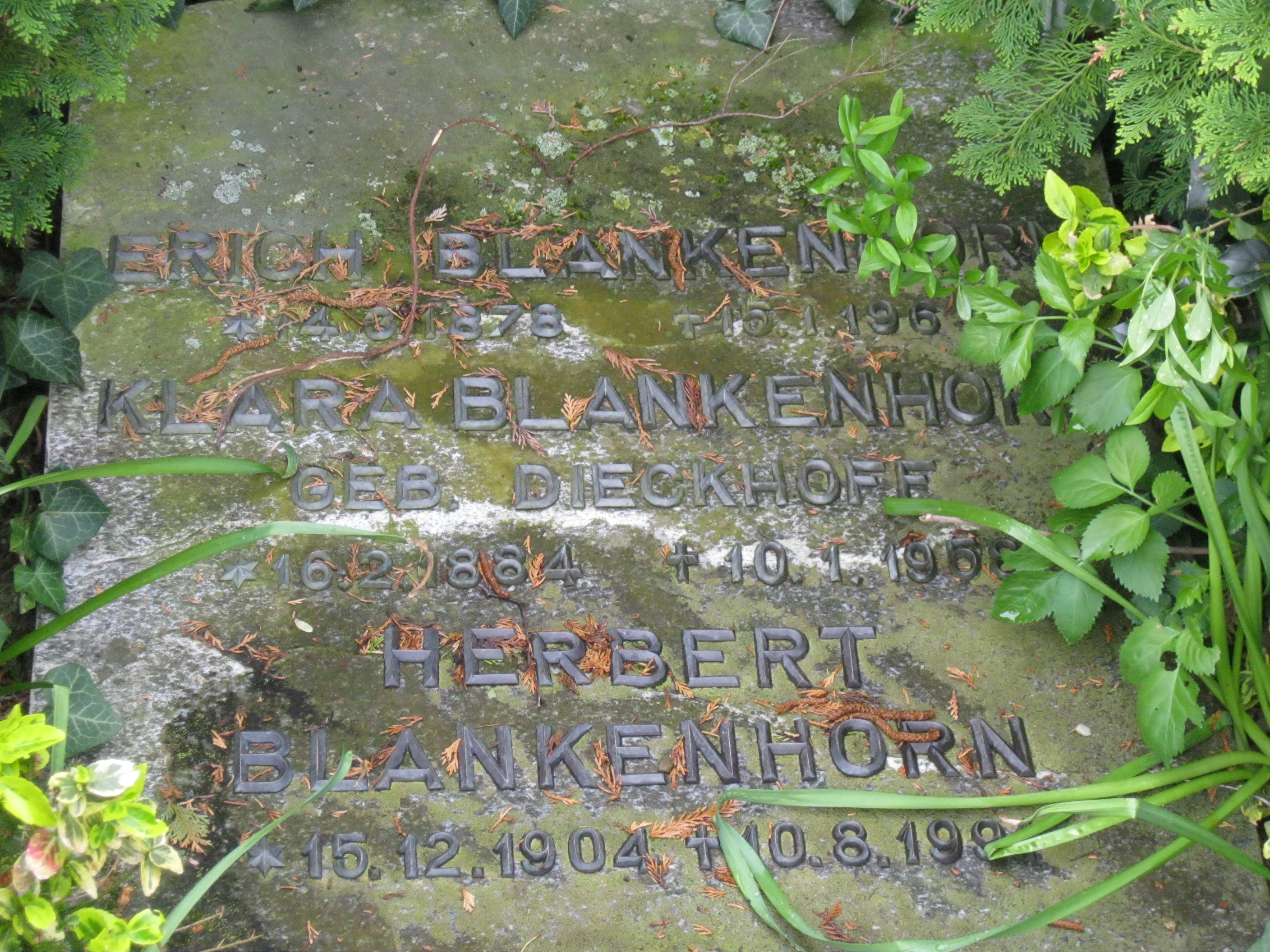
Grabstein von Herbert Blankenhorn auf dem Friedhof Badenweiler-Lipburg

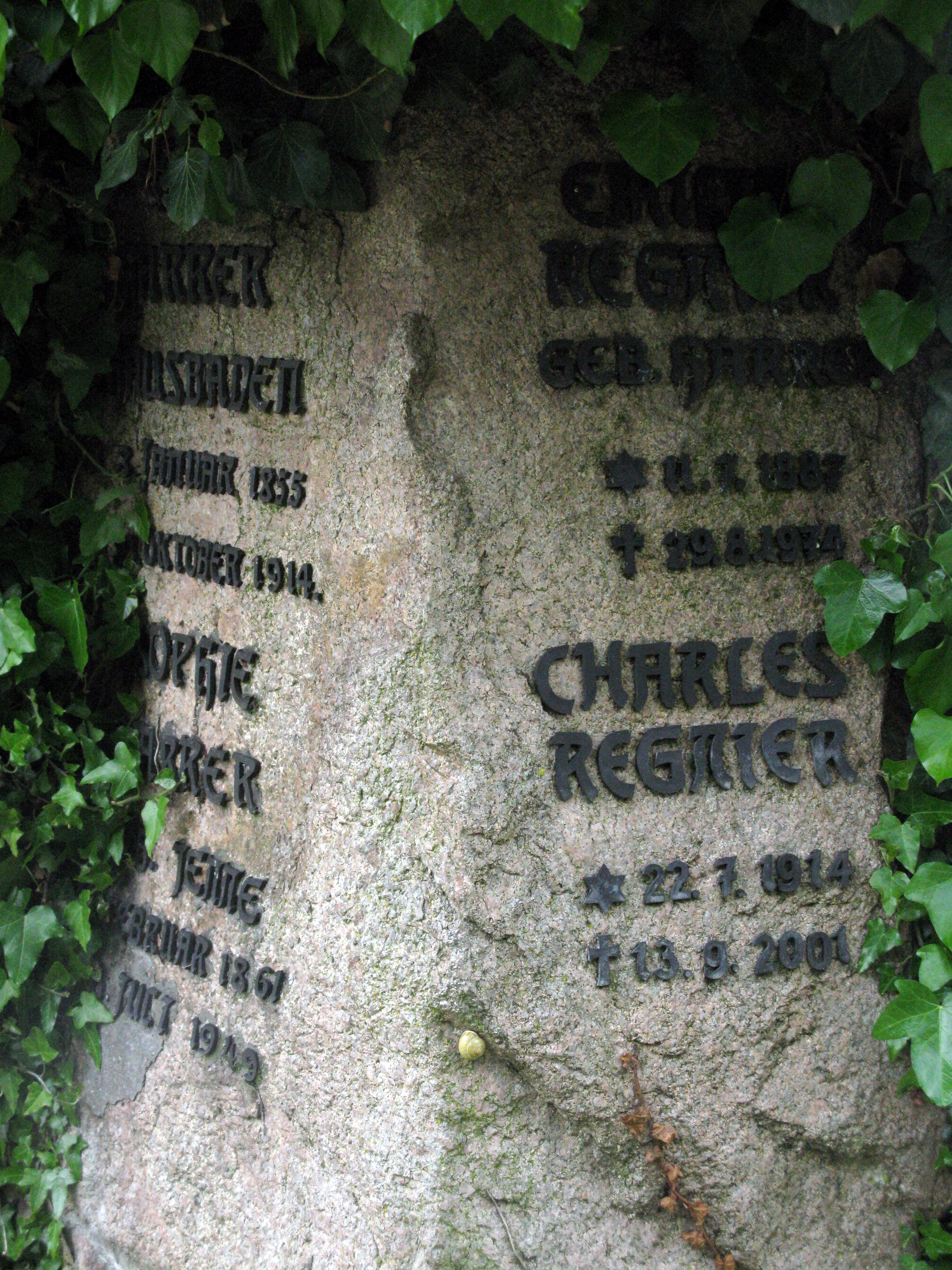
Das Familiengrab von Charles Regnier

Der Friedhof Badenweiler-Lipburg (auch Friedhof Lipburg) ist ein Friedhof mit Kapelle, der zwischen Badenweiler-Lipburg und Sehringen im baden-württembergischen Landkreis Breisgau-Hochschwarzwald liegt.
Auf dem Friedhof befinden sich die Gräber einiger bedeutender Persönlichkeiten, z. B. René Schickele und Herbert Blankenhorn. Der Schauspieler Charles Regnier ist dort in einem Familiengrab beigesetzt.
In der Nähe befindet sich auch die Kriegsgräberstätte Badenweiler mit 326 Kriegstoten aus dem Ersten Weltkrieg (1914–1918) und dem Zweiten Weltkrieg (1939–1945).